# Fontana pasquale

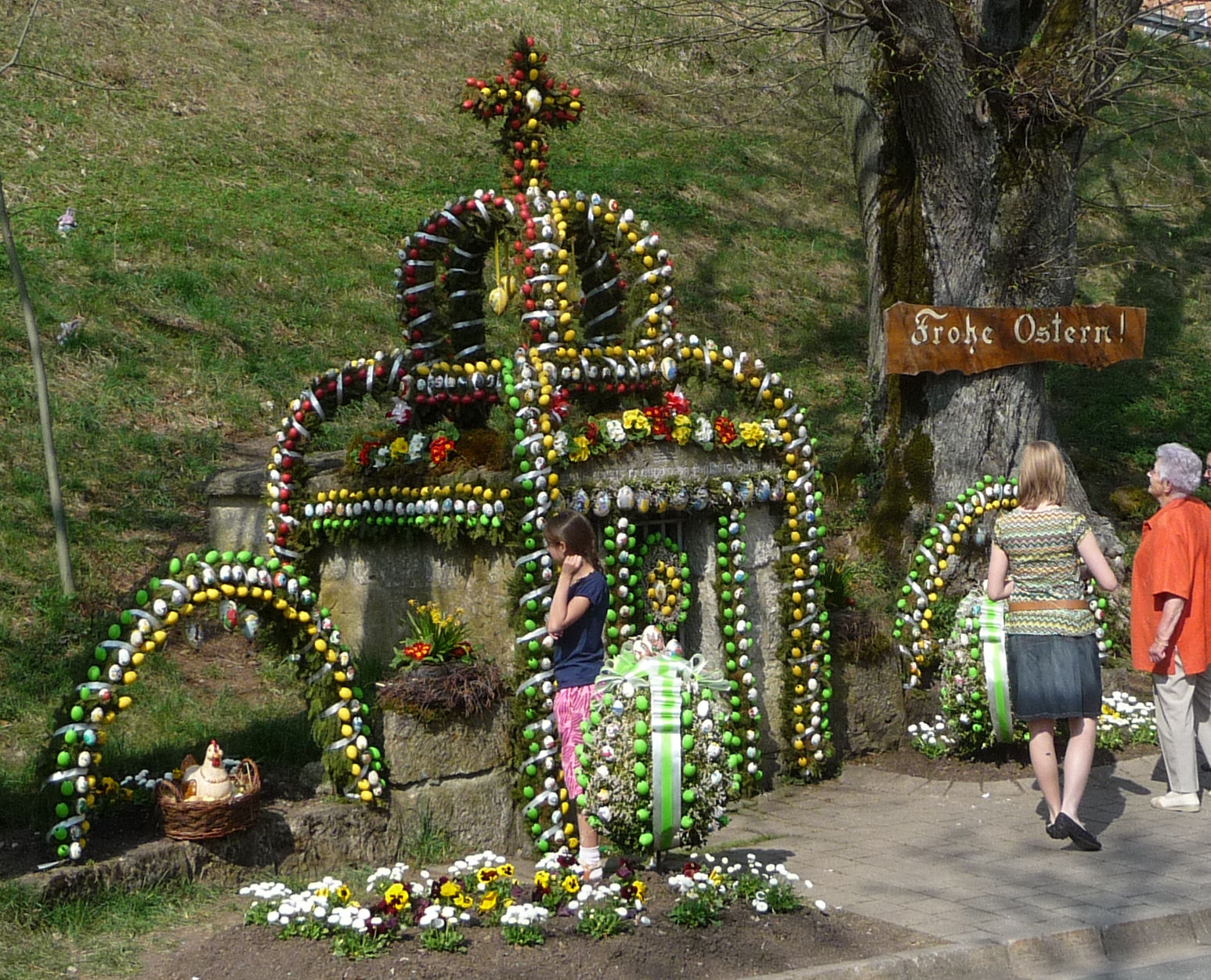
Fontana pasquale a Tiefenpölz

La fontana pasquale (in tedesco Osterbrunnen; formato da Ostern/Oster-, "Pasqua" e da Brunnen, "fontana", "pozzo" o "fonte") è una tradizione popolare tedesca del periodo pasquale, diffusa soprattutto nella Germania meridionale, centrale e orientale e in modo particolare nella regione bavarese della Svizzera francone (Fränkische Schweiz; dove l'usanza ha avuto origine), che consiste nel decorare le fontane o i pozzi con uova di Pasqua colorate, fiori, ghirlande, ecc.

## Storia

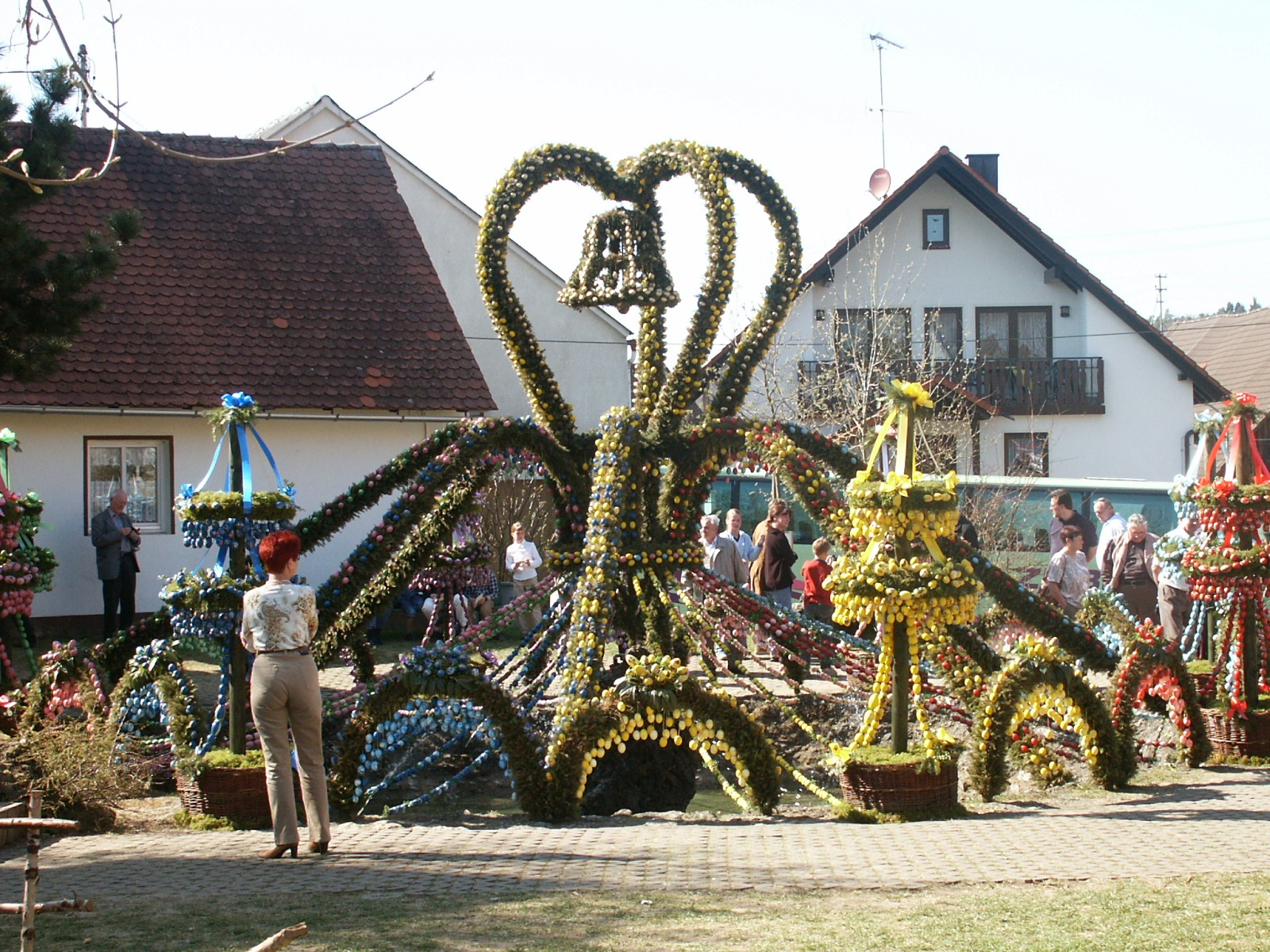
Fontana pasquale a Bieberbach (Svizzera francone, Baviera)

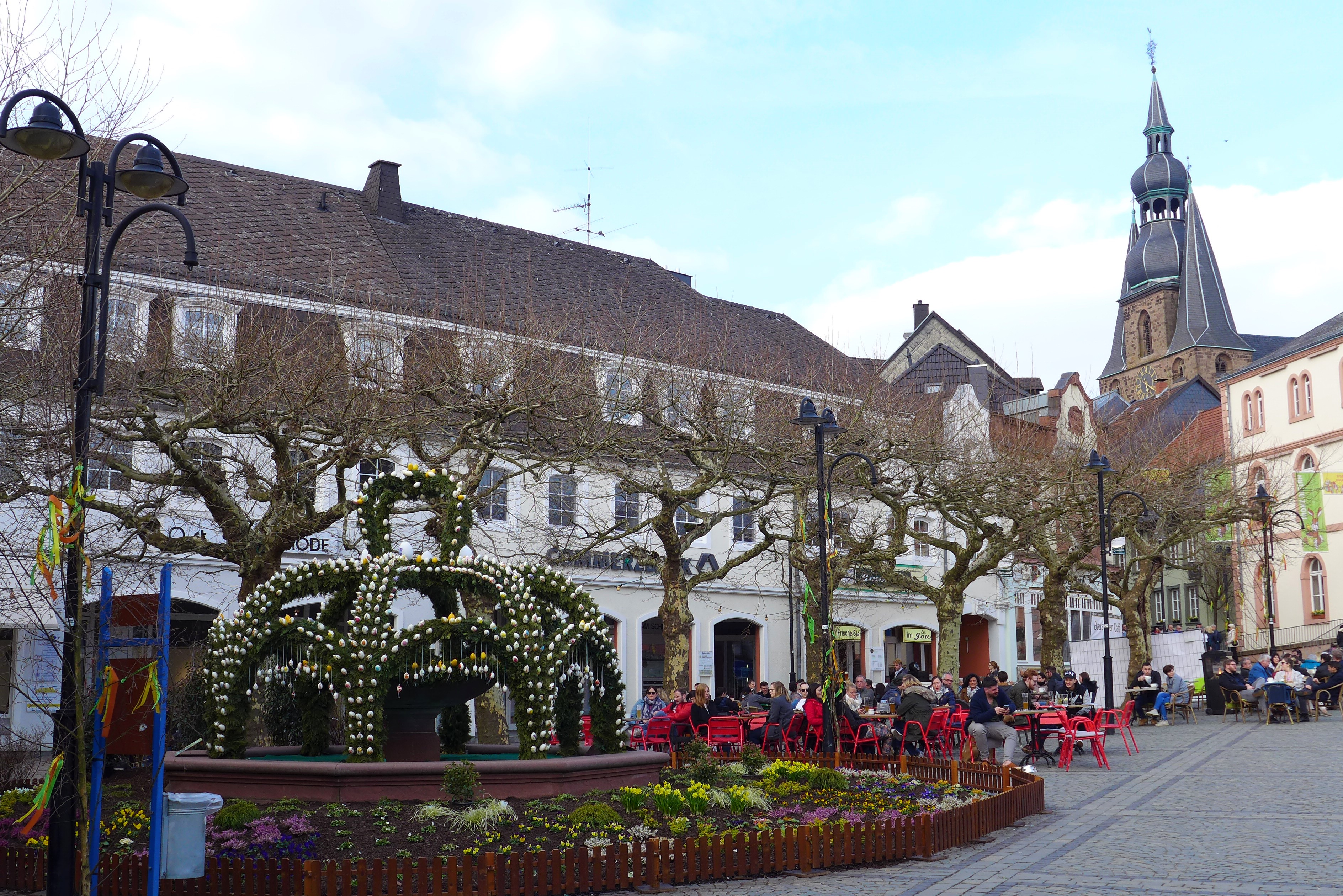
Fontana pasquale a Sankt Wendel (Saarland)

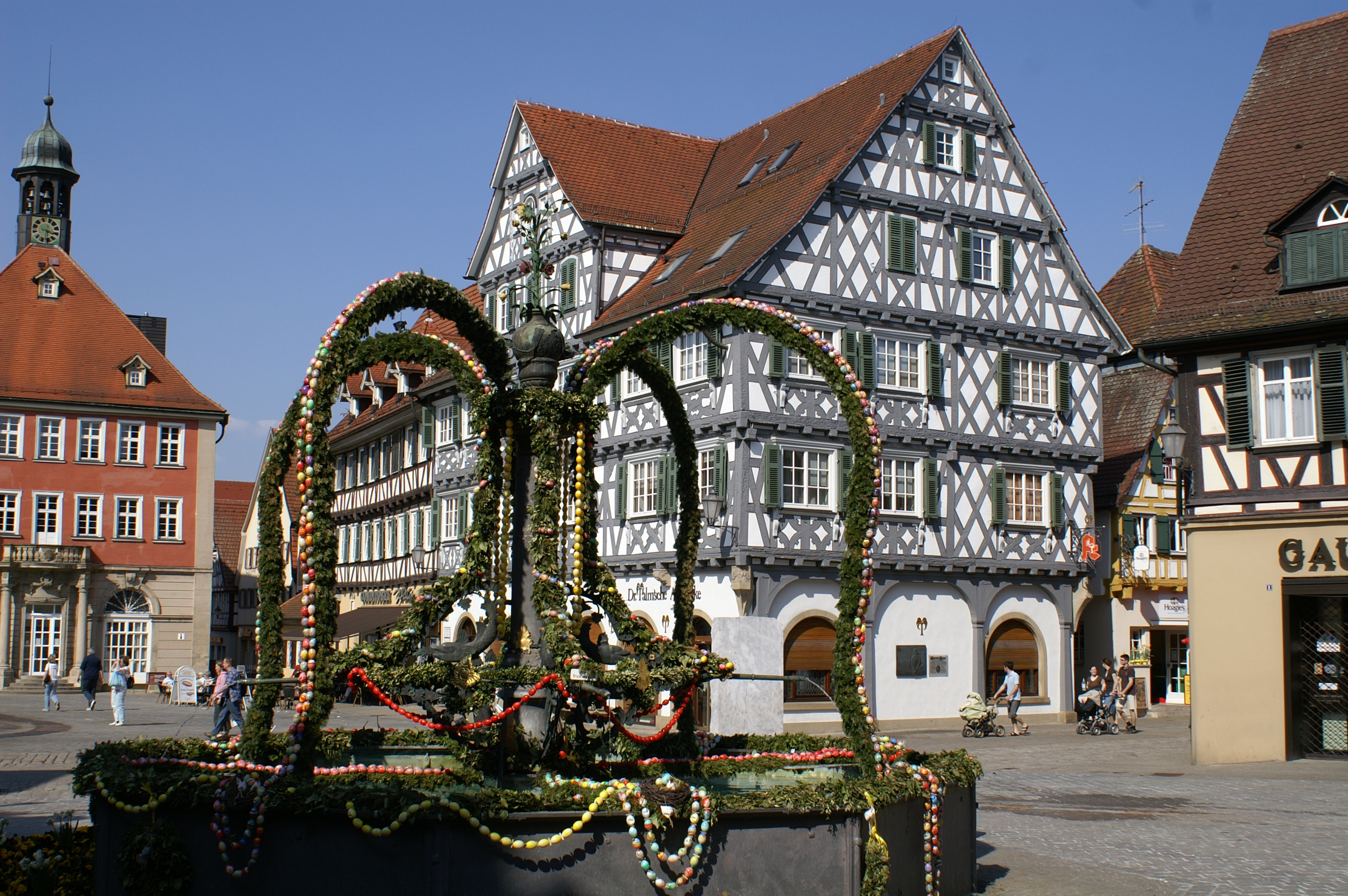
Fontana pasquale a Schorndorf (Baden-Württemberg)

L'origine della tradizione è incerta e alcuni esperti l'hanno ricollegata a usanze celtiche , mentre altri la vedono come una mera attrattiva turistica. Sembra comunque che l'usanza come è concepita ora sia legata al fabbisogno di acqua per il raccolto presso la popolazione della Svizzera francone e che abbia quindi un significato propiziatorio in tal senso.
La prima attestazione dell'usanza di addobbare una fontana nel periodo pasquale si ebbe tuttavia solo nel 1909, ovvero poco dopo la realizzazione in loco della prima fontana, ad Aufseß. Quattro anni dopo, l'usanza è attestata a Engelhardsberg.
L'usanza iniziò a scemare negli anni cinquanta, ma negli anni ottanta si assistette a una sua riscoperta.  Contemporaneamente, l'usanza iniziò a diffondersi anche nelle altre zone della Baviera e in altri Länder della Germania meridionale e centrali, quali l'Assia, il Baden-Württemberg, la Renania-Palatinato e la Saarland.
Nel 2001, a Bieberbach, frazione del comune di Egloffstein, fu realizzata una fontana pasquale entrata nel libro del guinnes dei primati come la fontana pasquale più grande al mondo, essendo stata decorata con 11.108 uova colorate a mano.

## Simbologia
Secondo la tradizione, all'acqua vengono attribuiti nel periodo pasquale dei poteri magici (ad es. si ritiene che i bambini battezzati con acqua benedetta a Pasqua diventino poi particolarmente intelligenti).  I fiori con cui vengono decorate le fontane simboleggiano invece la gioia e la primavera.

## Descrizione dell'usanza

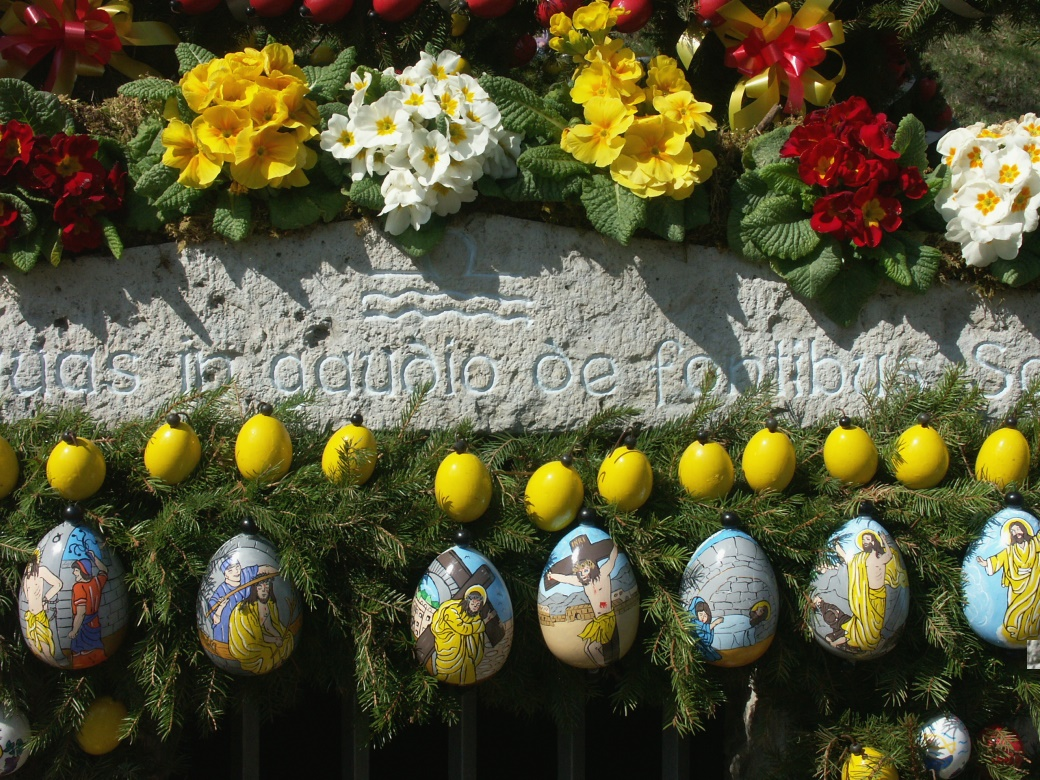
Particolare di una fontana pasquale

Solitamente si iniziano a decorare le fontane già a partire dalla domenica delle Palme.
Per gli addobbi vengono utilizzate ghirlande con di abete, abete rosso o bosso.
Nella Svizzera francone, l'usanza si ritrova in oltre duecento località.
Mediamente, ogni fontana pasquale dell Svizzera francone è decorata con una ghirlanda della lunghezza di 80 metri e con 1.800-2.000 uova di Pasqua.